# Mike Score
Michael Gordon (Mike) Score (Beverley, 5 november 1957) is een Engelse zanger, die vooral bekend is van de new-wave-groep A Flock of Seagulls.

## Carrière
Nadat Score zijn baan als kapper opgaf, startte hij in 1979 de band A Flock of Seagulls. Die groep bestond verder uit broer Ali Score,  Frank Maudsley en Paul Reynolds. Mike Score is onder meer bekend als schrijver en componist van de platen "I Ran (So far Away)" en "Wishing (If I head a photograph of you) uit 1982 en The More You Live, The More You Love uit 1984. Nadat de band uit elkaar viel, bleef Score als soloartiest optreden. Op 1 maart 2014 bracht hij zijn eerste album uit, genaamd Zeebratta.

## Discografie
- Zeebratta (2014)

### met A Flock of Seagulls
- A Flock of Seagulls (1982)
- Listen (1983)
- The Story of a Young Heart (1984)
- Dream Come True (1985)
- The Light at the End of the World (1995)
- Ascension (2018)